# Beauvallon (Rhône)
Beauvallon község Franciaország Auvergne-Rhône-Alpes régiójában, Rhône megyében. Új községként 2018. január 1-jén jött létre Chassagny, Saint-Andéol-le-Château és Saint-Jean-de-Touslas község egyesítésével. A korábbi községek egyesülésekor az új község lélekszáma 3943 fő lett. Lakosainak száma 4198 fő (2022. január 1.).

## Népesség
| Lakosok száma | 3894 | 4013 | 4061 | 4055 | 4074 | 4135 | 4198 |
|               | 2015 | 2017 | 2018 | 2019 | 2020 | 2021 | 2022 |